# Relaciones México-Moldavia
Las naciones de México y Moldavia establecieron relaciones diplomáticas en 1992. Ambas naciones son miembros de las Naciones Unidas.

## Historia
México y Moldavia establecieron relaciones diplomáticas el 14 de enero de 1992. Los vínculos se han desarrollado principalmente en el marco de foros multilaterales. 
En mayo de 1995, el Suministro de Relaciones Exteriores de Moldavia, Alexandru Burian, visitó México. En marzo de 2002, el primer ministro de Moldavia, Vasile Tarlev, visitó Monterrey, México, para asistir a la Conferencia Internacional sobre la Financiación para el Desarrollo junto con su homólogo mexicano, Vicente Fox.
En noviembre de 2010, el gobierno de Moldavia envió una delegación de tres miembros para asistir a la Conferencia de las Naciones Unidas sobre el Cambio Climático de 2010 en Cancún, México.
En 2025, ambas naciones celebraron 33 años de relaciones diplomáticas.

## Acuerdos bilaterales
Ambas naciones han firmado algunos acuerdos como un Acuerdo de Cooperación Educativa y Cultural (1996); Memorando de Entendimiento entre el Centro de Lucha contra los Delitos Económicos y la Corrupción de Moldavia y la Unidad de Investigación Financiera de la Secretaría de Hacienda de México a cambio de información financiera relacionada con el lavado de activos y el financiamiento del terrorismo (2012); y un Memorándum de Entendimiento entre las Cancillerías de ambos países para el establecimiento de Consultas Políticas sobre Asuntos de Interés Mutuo (2016).

## Misiones diplomáticas
- México está acreditado ante Moldavia a través de su embajada en Bucarest, Rumania y mantiene un consulado honorario en Chisináu.[5][6]
- Moldavia está acreditado ante México a través de su embajada en Washington D. C., Estados Unidos.[7]